# (14533) Roy
(14533) Roy (1997 QY) – planetoida z pasa głównego asteroid okrążająca Słońce w ciągu 4,13 lat w średniej odległości 2,57 j.a. Odkryta 24 sierpnia 1997 roku.